# Rahden
Rahden è un comune tedesco di 15 505 abitanti. Appartiene al Land della Renania Settentrionale-Vestfalia.
Appartiene al distretto governativo di Detmold ed è parte del circondario di Minden-Lübbecke (targa MI).